# Ян Вреде
Ян Вреде (нід. Jan Vreede, 11 січня 1900 — 17 лютого 1989) — нідерландський яхтсмен.
Бронзовий призер Олімпійських Ігор 1924 року в класі 6 метрів.